# Strömungsdüse
Eine Strömungsdüse ist ein Einbauteil, welches in die Mantel-Einleitstutzen von Behältern mit Mantel (z. B. emaillierte Doppelmantelbehälter von Rührkesseln gemäß DIN 28136) eingebaut wird. Strömungsdüsen sorgen für die Beschleunigung und die Umlenkung des eingeleiteten Flüssigkeitsstroms. Aufgrund der Düsenwirkung wird der Mantelinhalt in eine Rotationsbewegung versetzt. Diese Rotationsströmung sollte eine mittlere Geschwindigkeit von ca. 1 m/s haben, um einen guten Wärmeübergang und einen hohen K-Wert zwischen dem Service-Medium und der Behälterwand zu gewährleisten.

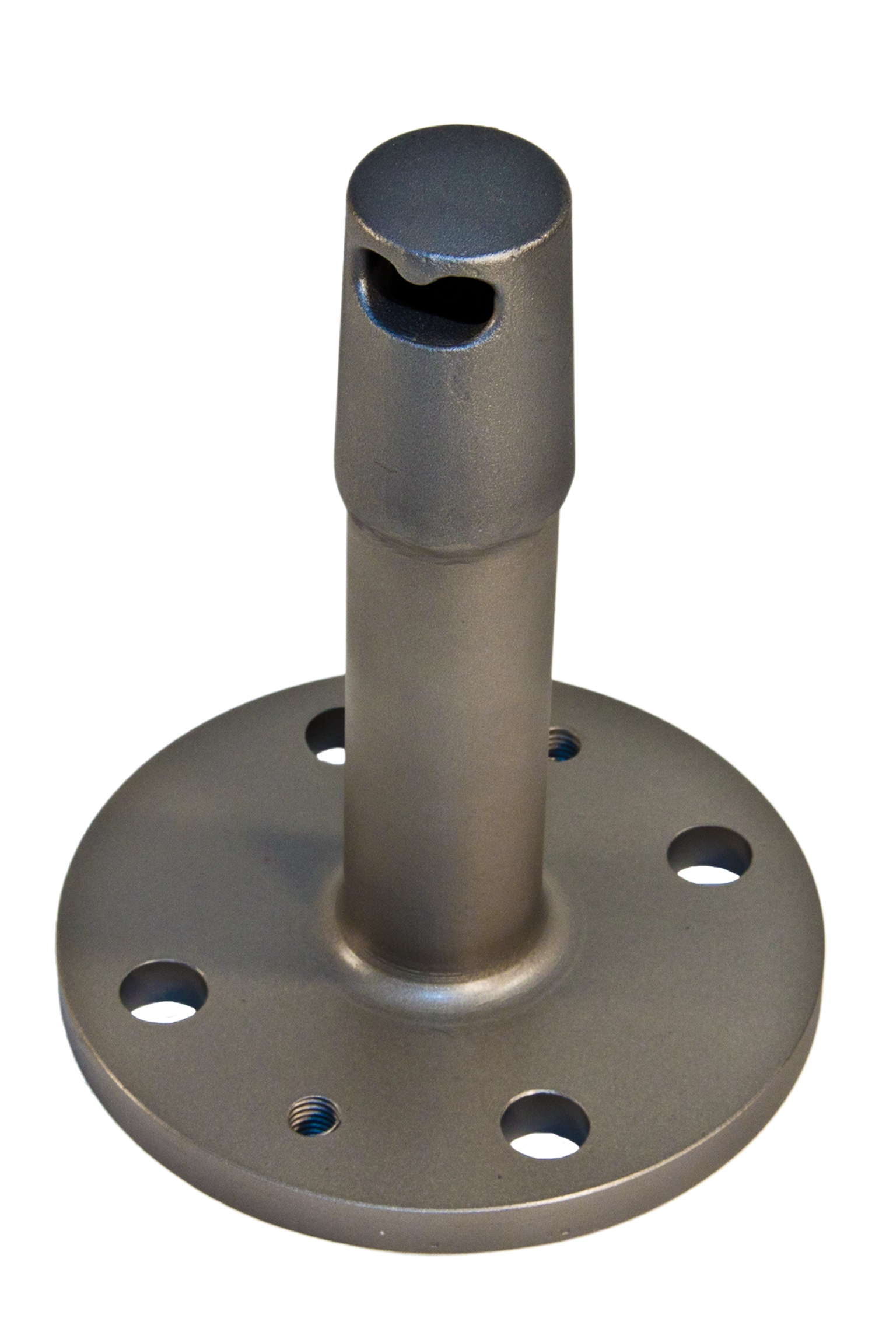
Strömungsdüse
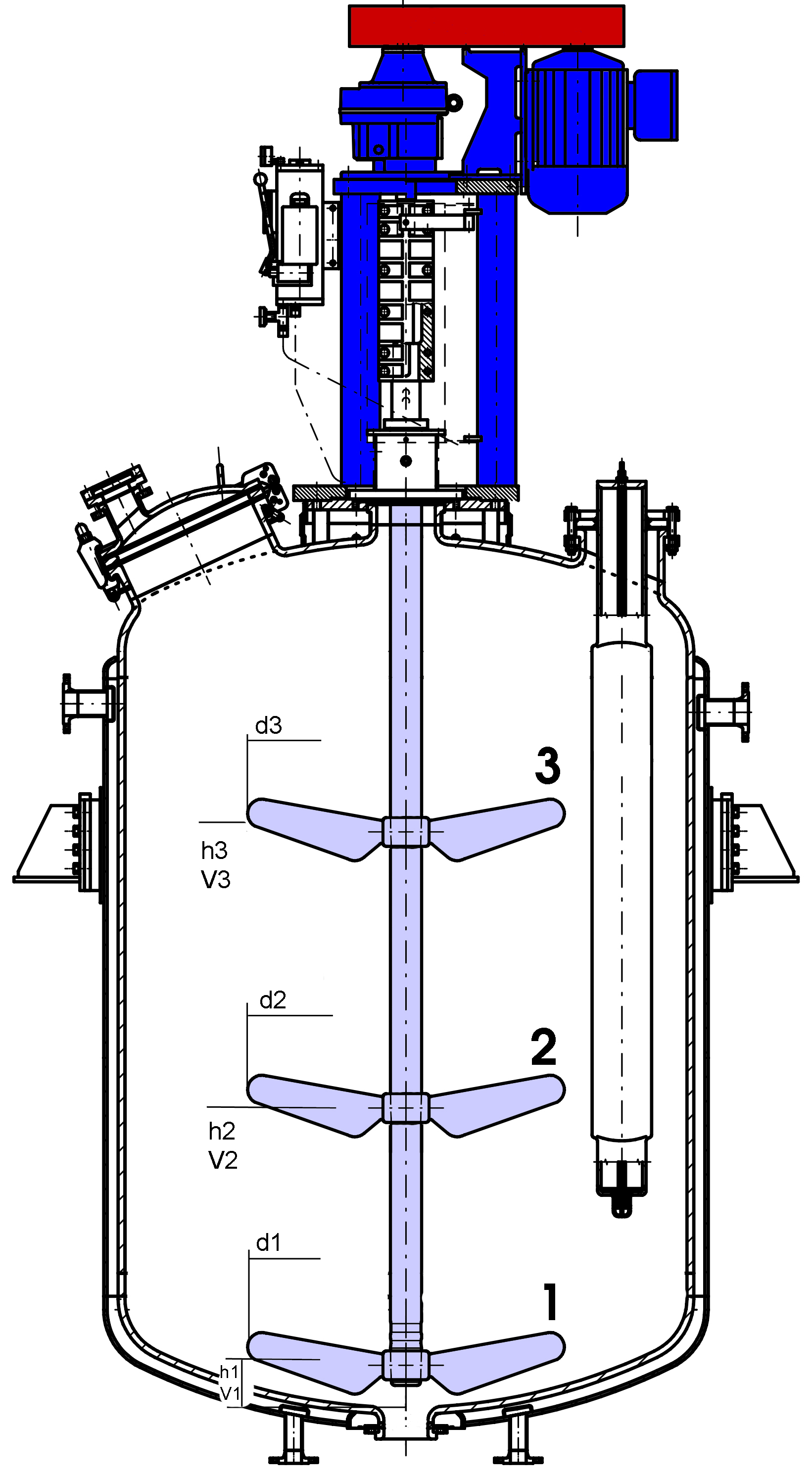
Rührbehälter mit Doppelmantel und Mantelstutzen
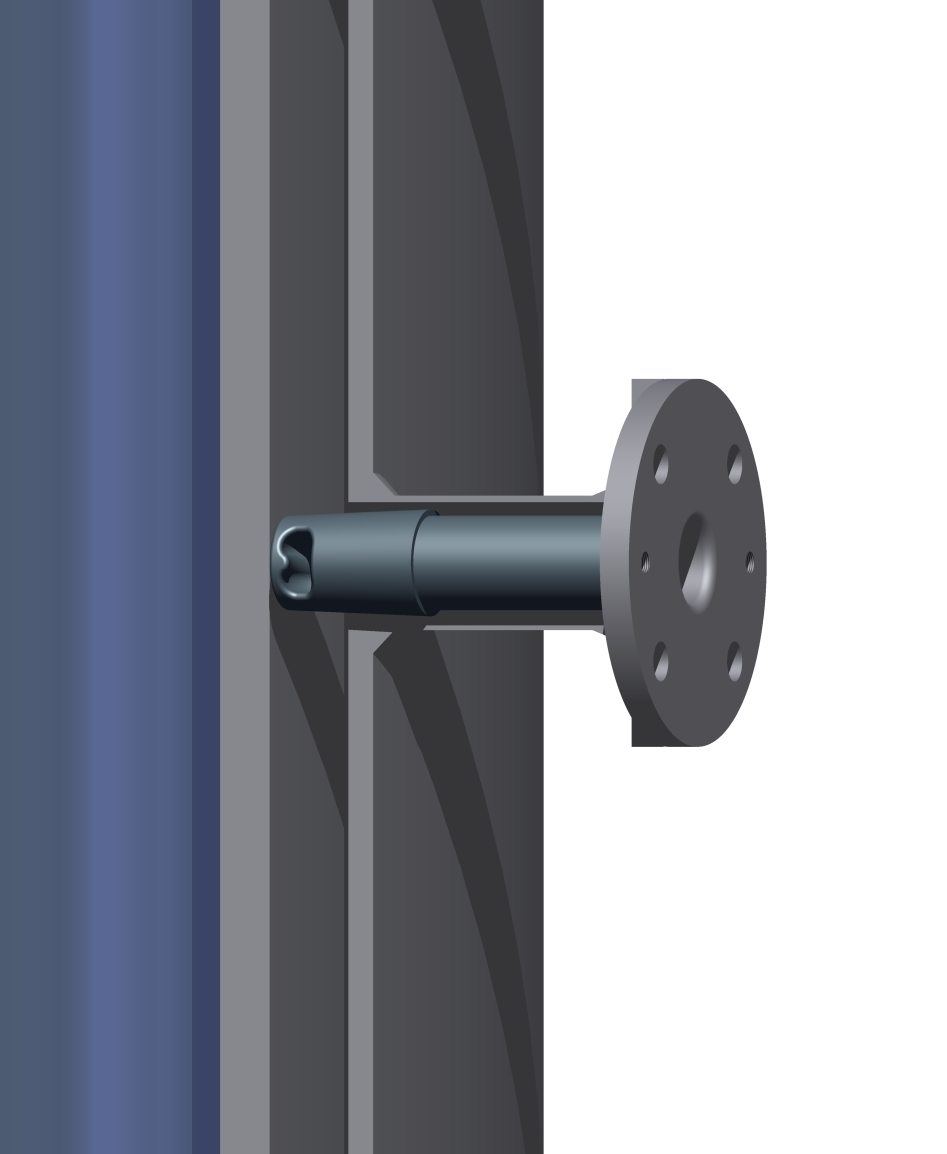
Eingebaute Strömungsdüse